# 余建
余建（1967年8月—），男，汉族，四川自贡人，中华人民共和国政治人物，曾任甘肃省人民政府副省长、甘肃省公安厅厅长，现任黑龙江省人民政府副省长。

## 生平
余建1984年10月参加工作，1988年6月加入中国共产党。2018年1月，任甘肃省人民政府副省长、党组成员，省公安厅厅长。2022年6月，调任黑龙江省人民政府副省长、党组成员。